# Чжан Мэнсюэ
Чжан Мэнсюэ́ (кит. упр. 张梦雪, пиньинь Zhāng Mèngxuě, 6 февраля 1991 года) — китайская спортсменка, золотой призёр Летних Олимпийских игр 2016 года в стрельбе из пневматического пистолета.